# Kedungjaya (Babelan)
Kedungjaya is een bestuurslaag in het regentschap Bekasi van de provincie West-Java, Indonesië. Kedungjaya telt 9882 inwoners (volkstelling 2010).